# Альшеевское сельское поселение
Альше́евское се́льское поселе́ние — муниципальное образование в составе Буинского района Республики Татарстан. Административный центр — с. Альшеево. На территории поселения находятся 4 населённых пункта — 1 село и 3 деревни.
Главой поселения является Константинов Григорий Робертович.

## Геологические особенности
На территории Альшеевского поселения есть торфяник

## Организации
На территории поселения расположено:
- МОУ «Альшеевская основная общеобразовательная школа»;
- Альшеевский сельский дом культуры;
- Альшеевский фельдшерский пункт;
- Альшеевский отделение связи;
- Альшеевский МДОУ (ясли-сад);
- магазины.

## Населённые пункты
На территории поселения находятся следующие населённые пункты:
| Название | Тип населённого пункта       | Население |
| -------- | ---------------------------- | --------- |
| Альшеево | Село, административный центр |           |
| Раково   | Деревня                      |           |
| Яскуль   | Деревня                      |           |